# Alberts Blajs
Alberts Blajs (* 9. August 1995) ist ein lettischer Langstrecken- und Hindernisläufer.

## Sportliche Laufbahn
Erste internationale Erfahrungen sammelte Alberts Blajs beim Europäischen Olympischen Jugendfestival (EYOF) 2011 in Trabzon, bei dem er im 2000-Meter-Hindernislauf in 6:02,29 min den fünften Platz belegte. 2014 erreichte er bei den Juniorenweltmeisterschaften in Eugene nach 9:14,95 min über 3000 m Hindernis und 2015 wurde er bei den U23-Europameisterschaften in Tallinn in 8:47,97 min Sechster. Zwei Jahre darauf belegte er bei den U23-Europameisterschaften in Bydgoszcz in 8:58,62 min Rang neun und erreichte anschließend bei der Sommer-Universiade in Taipeh in 8:58,27 min den zwölften Platz.
2015 wurde Blajs lettischer Meister im 3000-Meter-Lauf sowie 2019 und 2020 im Hindernislauf. Zudem siegte er von 2014 bis 2016 und 2018 über 3000 Meter in der Halle.

## Bestleistungen
- 3000 Meter: 8:15,49 min, 29. Mai 2014 in Riga
  - 3000 Meter (Halle): 8:25,45 min, 28. Februar 2016 in Kuldīga
- 3000 m Hindernis: 8:43,97 min, 19. Juni 2016 in Lapinlahti